# Servimedia
Servimedia es una agencia de noticias de España fundada en 1988. Especializada en proveer información y comunicación social a nivel nacional. Pertenece al Grupo Social ONCE, compuesto por la Organización Nacional de Ciegos Españoles (ONCE), Fundación ONCE e Ilunion. 
Cada año elabora aproximadamente unas 45.000 informaciones que se distribuyen a 130 clientes. Cuenta con más de 65.000 usuarios en redes sociales y en 2023 acumuló 13 millones de visitas en su página web. 
Es la tercera agencia de noticias de alcance nivel nacional, y la primera agencia de noticias especializada en informaciones de carácter social, como políticas sociales e igualdad, ONG, discapacidades, tercera edad y otros. 

## Historia
La agencia de noticias Servimedia fue fundada por la ONCE en el año 1988.  Pertenece a Ilunion, previamente conocido como Grupo Fundosa, una división empresarial creada por Fundación ONCE con el objetivo de proporcionar empleos estables e inclusivos para las personas con discapacidad.
El 29 de noviembre de 1989 se formalizaron las escrituras de constitución de la empresa. Es entonces cuando Servimedia S.A comienza su actividad periodística con Marcelino Martín Arrosagaray como primer director de la agencia de noticias. En aquellos años, la redacción se encontraba al lado del Congreso de los Diputados, en la calle Fernanflor de Madrid. 
A lo largo de los años, Servimedia ha estructurado su gama de información en tres secciones principales: Nacional, Economía y Sociedad. El propósito primordial de la agencia de noticias es proteger los derechos de las personas con discapacidad. Por ende, todas estas secciones viran hacia temas sociales y de la discapacidad. Es por esta razón que Servimedia ha sido premiada en múltiples ocasiones por su labor periodística y su dedicación por la inclusión social. 
Actualmente, Servimedia cuenta con casi 40 empleados en su plantilla de trabajadores. Entre los cuales, más de 60% tienen alguna discapacidad. 
En el año 2022, la agencia de noticias lanza Discamedia, un periódico digital centrado en temas de discapacidad. Con esta iniciativa, Servimedia ofrece una página web con noticias e información sobre este sector. Esta propuesta fue premiada por Google News Initiative, junto a otros 47 proyectos de medios de comunicación europeos.
Servimedia ha sido fundamental en el desarrollo profesional de numerosos periodistas que ahora ocupan posiciones destacadas en el ámbito de la comunicación. Por ejemplo, Luis Cayo Pérez Bueno, presidente del Cermi: Eva González, jefa de prensa en el Congreso de los Diputados; Cristina Ónega, directora del Canal 24 horas de RTVE; Juan Fernández Miranda, jefe de Nacional del periódico 'ABC'; entre muchos otros más.
En su 35 aniversario, la agencia tiene como objetivo seguir trabajando para continuar siendo un actor clave en la difusión de noticias con un enfoque social, promoviendo debates públicos y colaborando con diversos sectores para impulsar la inclusión y la igualdad de oportunidades de las personas con discapacidad. 

### Directores
Servimedia ha tenido cuatro directores desde su creación en 1978:
- José Manuel González Huesa
- Félix Madero
- Julián Barriga
- Marcelino Martín Arrosagaray

## Compromiso social
El compromiso de información social de Servimedia se observa en su libro de Estilo. En este texto se dan pautas de redacción periodística, además de explicar el buen uso de un lenguaje inclusivo.
La agencia de noticias impulsa diferentes informes anuales junto a Estudio de Comunicación:
- 2023: 'Bulos y Desinformación. Cómo afectan a las personas mayores'
- 2022: ‘Bulos y Desinformación'
- 2019: ‘Muros de pago en los medios digitales’
- 2018: 'Influencia de las noticias falsas en la opinión
- 2017: 'El Periodismo en su realidad social y tecnológica’
- 2016: 'Los Medios y su público: ¿Las redes sociales propician el diálogo?'
- 2015: 'Cuarto poder y empresa'
- 2014: 'El periodista frente a su formación'
- 2013: 'El papel de las agencias de noticias en el siglo XXI'
- 2012 'La ética en la empresa periodística y sus profesionales'
- 2011: 'Uso de internet y las herramientas 2.0. en los medios de comunicación'
- 2010: 'Los nuevos periodistas, la influencia de la web 2.0. y la responsabilidad social'
- 2009: 'Cómo valoran la RSC y el periodismo social los medios y los periodistas españoles'

## Áreas de negocio
Servimedia ofrece los siguientes servicios informativos:
- Agencia de noticias: servicio de teletipo
- Servicio Editorial: Publicaciones Impresas y Digitales (Internet)
- Comunicación e Imagen Corporativa: Resúmenes para prensa, radio, televisión y otros
- Apoyo comunicacional para Internet y Redes Sociales

### Servicio de noticias
El Servicio de Noticias de Servimedia, funcionando todos los días del año, facilita una media de 200 informaciones diarias ocurridas en España. En el último año, ha redactado más de 40.000 teletipos.
Un 50% de las informaciones son de carácter general (información político-parlamentaria, económica y de responsabilidad social corporativa) y el otro 50% de la producción noticiosa es referente a contenido social, referente a sociedad, cultura, educación, discapacidad, dependencia, mujer, infancia, mayores o tercera edad, inmigración, medio ambiente, voluntariado, ONG y otros temas sociales.
Las secciones noticiosas (del ámbito español) en las que se estructura el servicio son:
- Nacional
- Sociedad
- Economía
- Discapacidad
- Mayores
- Tecnología
- Salud
- Autonomías
- RSC ESG
- Medio Ambiente.

### Revistas
Servimedia cuenta con un Departamento de Publicaciones Impresas, donde se elaboran las siguientes revistas:
- Perfiles
- 30 Días
- Pacientes
- Faro del Silencio
- Fiapas
- Plataforma
- Punto de Encuentro
- Entorno ASPACE
- CEPES
- Papeles de Ingeniería
- Fundación contra la Droga

## Organigrama
- José Manuel González Huesa, director general
- Pablo A. Iglesias: Director de información
- Gustavo Jerez: Subdirector
- María Jesús Güemes: Subdirectora
- Concha López: Subdirectora
- Mayte Antona, redactora jefe de Sociedad
- José María Rivas, redactor jefe de Nacional
- Maite Muñoz, redactora jefe de Economía
- Asun Varona, responsable de documentación

## Premios
Servimedia ha obtenido las siguientes distinciones:
- 2023: Premio en la I Edición de los Premios a la Discapacidad de la Comunidad de Madrid[8]
- 2022: Premio Cermi.es en la categoría medios de comunicación[9]
- 2021: Premio de la Asociación de Víctimas del Covid-19[10]
- 2020: Premio Bravo de la Conferencia Episcopal Española[11]
- 2019: Premio de la Comunicación 2019 del periódico Dircomfidencial
- 2018: Premio de la Federación Española de Enfermedades Raras (FEDER)
- 2017: Premio de la Asociación de la Prensa de Madrid (APM)
- 2014: Premios Ondas[12]
- 2013: Premio de la Junta de Andalucía
- 2012: Premio Mariano José de Larra de la Asociación de la Prensa de Madrid
- 2011: Premio de Asociación Española de Publicaciones Periódicas (AEEPP)
- 2010: Premio Premios Salud y Bienestar de la Fundación Pilates

- 2009: Premio de la Fundación de Ayuda contra la Drogadicción (FAD)
- 2008: Premio a la labor periodística de la Asamblea de Madrid
- 2008: Premio de la Fundación Randstad a un medio de comunicación.
- 2007: Premio del Foro Justicia y Discapacidad a un medio de comunicación.
- 2007: Premio a la labor periodística de la Coalición de Enfermedades Raras.
- 2007: Premio Luis Carandell a la mejor labor informativo en el Senado.
- 2006: Premio a la mejor labor periodística del año de la Federación Nacional de Trabajadores Autónomos (ATA).
- 2006: Premio COCEMFE, por su labor a favor de las personas con discapacidad.
- 2006: Premio Tiflos de Periodismo de la ONCE, al periódico Solidaridad Digital.
- 2005: Premio Coalición de Ciudadanos con Enfermedades Crónicas, categoría de Medios de Comunicación.
- 2005: Premio del Observatorio Contra la Violencia Doméstica.
- 2005: Cruz de Oro de la Orden Civil de la Solidaridad Social.
- 2004: Premio Lares de Comunicación
- 2002, 2003, 2004, 2005, 2006, 2007 y 2008: Ranking de Fundación Empresa y Sociedad de empresas mejor percibidas
- 1999: Premio IMSERSO, Mención de Honor en la categoría de Integración Laboral y Social.
- 1994: Premio IMSERSO, en la categoría de Prensa.